# Jing Hao
Jing Hao (ching Hao ou King Hao, surnom : Haoran, nom de pinceau : Hongguzi) est un artiste actif à la fin du IXe siècle et dans la première moitié du Xe siècle. Son influence sur le développement de la peinture de paysage semble avoir été majeure. Une peinture conservée au Musée national du palais et une autre conservée au musée Nelson-Atkins lui sont attribuées, même si cette paternité est discutée.

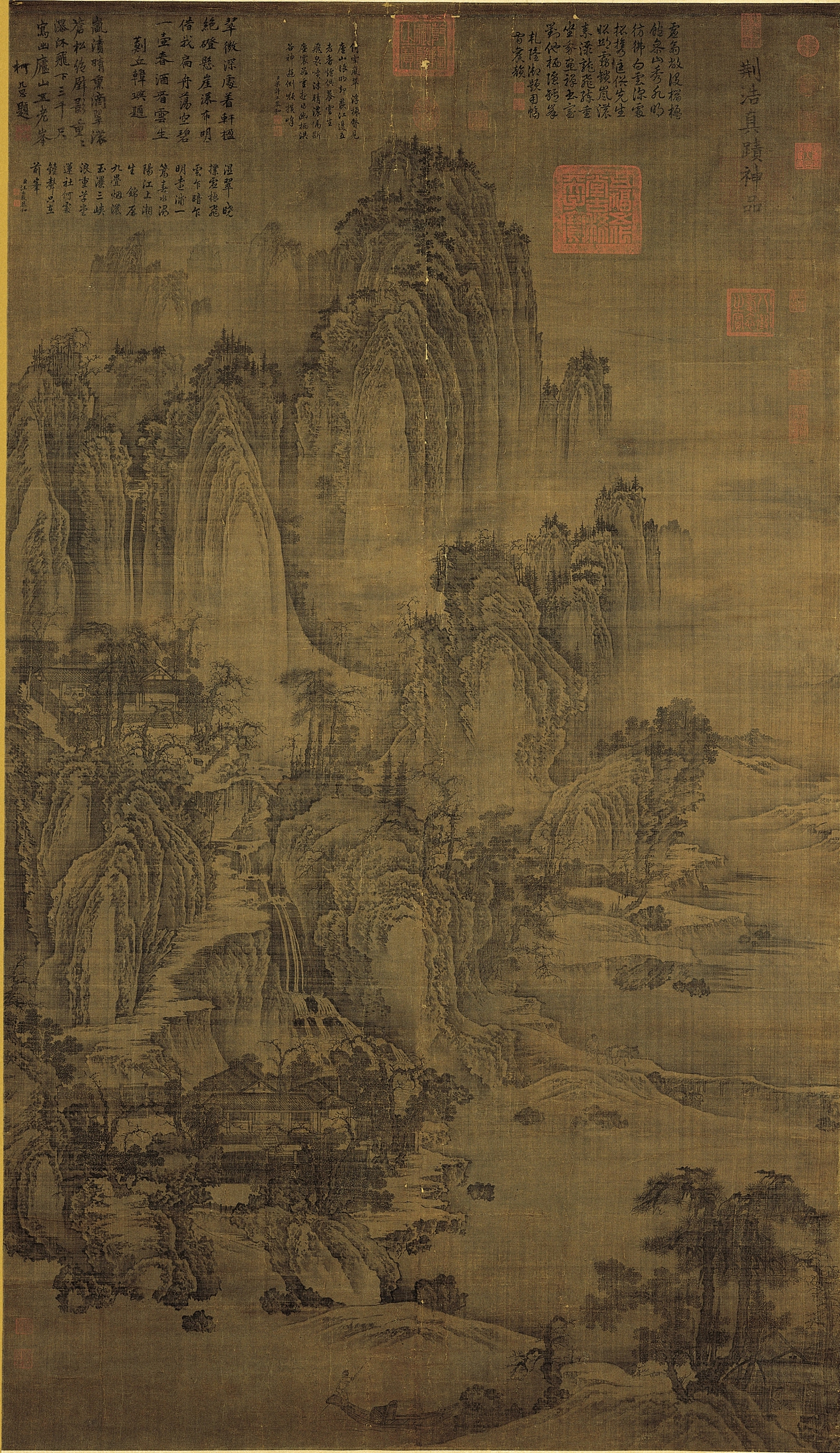
Vue du Mont Lushan, rouleau en hauteur, Taipei (Nat. Palace Mus.)

## Biographie
Jing Hao est un des peintres les plus importants d'une époque qui elle-même marque un tournant décisif dans l'histoire de la peinture chinoise. On ignore presque tout de lui, mais on sait qu'il a une vaste culture et qu'il est un lettré raffiné. En 906, il se réfugie dans les  Monts Taihang où il vit en solitaire et peignant pour son plaisir. Jing Hao édifie donc son œuvre dans la solitude la plus complète, et il n'a qu'un seul disciple direct, Guan Tong.

## Premiers développement de la peinture de paysage dans la Chine du Nord
Entre environ 900, soit les années de déclin de la Dynastie des Tang, et l'établissement du nouvel État Song en 960, la peinture de paysage connait également un profond développement. Au début de cette courte période, il n'y a aucune représentation nette de ce que peut être le paysage; à la fin, une sorte de style national du paysage existe, et l'histoire ultérieure de ce genre possèdent ses fondements.
D'après toutes les sources écrites, Jing Hao est l'un des premiers maîtres paysagistes. Né sous les Tang et, comme Guanxiu (832-912), Jing est mentionné aussi bien comme lettré et théoricien que comme peintre. Son traité sur l'art du paysage est conservé dans le trésor impérial du gouvernement des Song. Selon Guo Ruoxu, à la fin du Xe siècle, l'art de Jing Hao paraît primitif et a de loin été surpassé  par ses disciples.
Pour cette raison, les deux peintures actuellement attribuées à Jing Hao paraissent équivoques. L'une et l'autre offrent néanmoins un témoignage de l'évolution  ou du développement des premières peintures de paysage, et portent toutes deux le nom de Jing Hao. Avec la version actuellement existante de son essai sur le paysage, elles définissent l'art de Jing Hao, pour autant qu'il puisse l'être à présent. L'une d'elles, actuelle propriété du Nelson-Atkins Museum, et qui aurait été retrouvé dans une tombe, paraît presque trop  et singulière pour avoir été l'œuvre de Jing Hao. En d'autres termes, cette peinture semble dater de la dernière période Tang, et être vaguement apparentée à Guanxiu.
Le Mont Kuanglu, d'autre part, est un paysage monumental, de loin trop évolué et impressionnant pour avoir jamais été tenu pour inférieur ou préliminaire à l'art paysager de la maturité des Song. Il montre l'image grandiose et hardie de sommets escarpés se dressant graduellement depuis une vallée que baigne une rivière. Le nom de Jing Hao apparaît dans l'inscription calligraphiée dans l'angle supérieur droit par un empereur de la dynastie des Yuan, qui ordonne aussi à deux lettrés de sa suite de porter une inscription sur le rouleau, dans le but probable, de rendre hommage à Jing Hao.

## La peinture de paysage au début desSong
Utilisant les compositions théâtrales de hautes montagnes de Jing Hao et de Guan Tong, des peintres tel Li Cheng, en subissent l'influence. L'image du monde des Song offerte par Li Cheng s'élabore à partir des travaux de Jing Hao et de Guan Tong dans le Nord, et de Dong Yuan et Juran dans le Sud, mais toute cette évolution, de l'expérimentation initiale à l'aboutissement final, ne prend pas plus de cinquante ans.

## Le Maître de la Vaste Vallée
Selon la tradition chinoise, peindre consiste essentiellement à dessiner les formes par des lignes tracées au pinceau. Le développement du lavis d'encre peut entrainer certains excès et effacer le trait du pinceau. Au tout début du Xe siècle, un grand paysagiste dénonce le danger de ces excès. Dans un Bifa ji (notes sur la peinture), Jing Hao écrit : « Chez l'assistant  de droite Wang Wei, le pinceau et l'encre sont subtils et raffinés. Le pinceau de Li Sixun travaille avec finesse et détail. Mais ses œuvres sont gravement déficientes sous le rapport de l'encre. »
Jing Hao s'efforce lui-même d'avoir l'encre et le pinceau tout ensemble. Il semble cependant que chez lui le pinceau l'emporte sur l'encre. Mais l'étude des grands calligraphes le prouve, le rythme spirituel se transmet par le pinceau plus surement que par l'encre. Originaire du Nord, Jing Hao est un homme de haute culture. Il semble avoir exercé une charge modeste à la cour de l'empereur Zhaozong (889-904). Las du désordre qui règne dans l'empire, il se retire dans les Monts Taihang où, au fond d'une large vallée, il assure sa subsistance en cultivant quelques arpents de terre. Tel est ce que rapporte le Bifa ji. L'affabulation que présente ce texte est bien connue : un jeune peintre rencontre dans la montagne un mystérieux vieillard qui l'initie aux secrets de la peinture.

## Œuvres attribuées

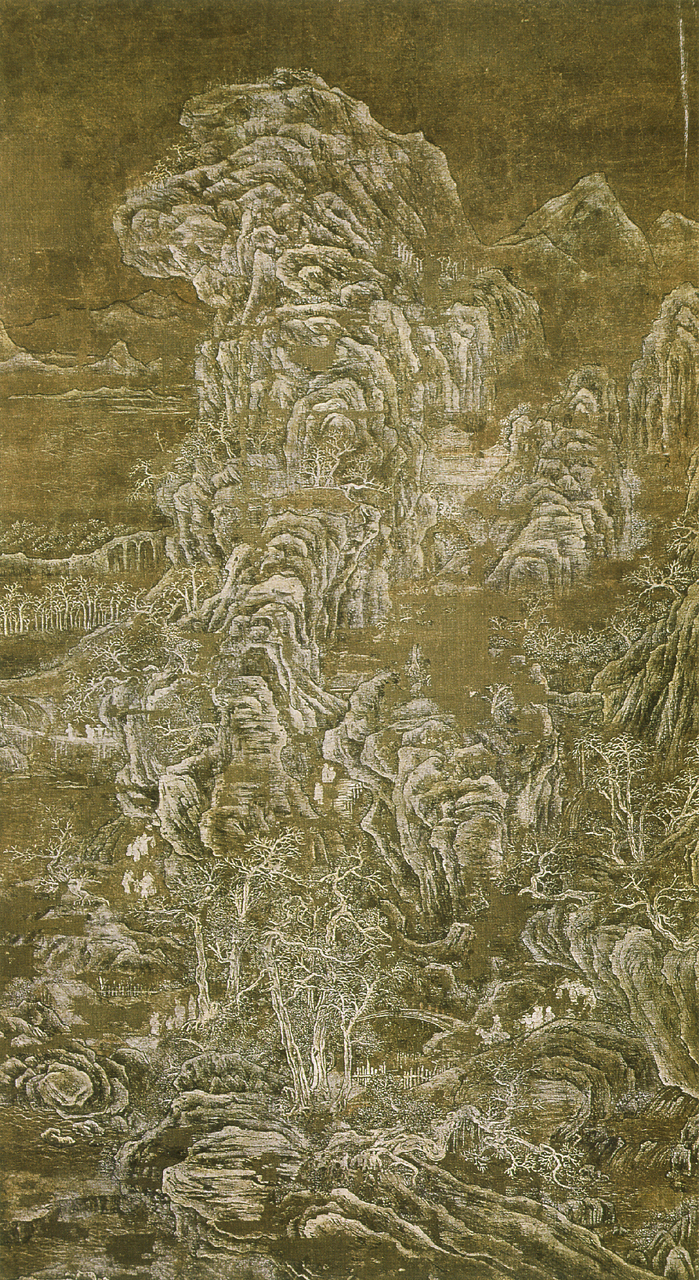